# 松潘韭
松潘韭（学名：Allium songpanicum）是葱科葱属的植物，为中国的特有植物。分布于中国大陆的四川省等地，生长于海拔1,600米至1,650米的地区，一般生长在灌丛间，目前尚未由人工引种栽培。